# Qallunaat
Qallunaat är en ö i Grönland (Kungariket Danmark).   Den ligger i kommunen Qaasuitsup, i den västra delen av Grönland, 1 100 km norr om huvudstaden Nuuk. Arean är 65 kvadratkilometer.
Terrängen på Qallunaat är lite kuperad. Öns högsta punkt är 341 meter över havet. Den sträcker sig 13,4 kilometer i nord-sydlig riktning, och 11,7 kilometer i öst-västlig riktning.  Trakten runt Qallunaat består i huvudsak av gräsmarker.